# Åke Pleijel
Åke Pleijel (Estocolmo, 10 de agosto de 1913 – 24 de setembro de 1989) foi um matemático sueco.
Obteve um doutorado em matemática na Universidade de Estocolmo em 1940, orientado por Torsten Carleman, com a tese Propriétes asymptotiques des fonctions et valeur propres de certain problèmes de vibrations. Foi depois professor de matemática na Universidade de Uppsala. Em 1949 foi professor dao Instituto Real de Tecnologia em Estocolmo, a partir de 1953 foi professor da Universidade de Lund e a partir de 1967 professor na Universidade de Uppsala. Aposentou-se em 1979.
Åke Pleijel publicou o artigo Minakshisundaram & Pleijel (1949) no qual foi introduzida a função zeta de Minakshisundaram–Pleijel.
Em 1952 foi eleito Academia Real das Ciências da Suécia.